# Joshua Edmondson
Joshua Thomas Edmondson (Leeds, 6 juli 1992) is een Engels wielrenner die anno 2016 rijdt voor NFTO.

## Overwinningen
2015
3e etappe Ronde van Azerbeidzjan
4e etappe Ronde de l'Oise
Eindklassement Ronde de l'Oise

## Resultaten in voornaamste wedstrijden
| Jaar | Amstel Gold Race | Luik-Bast.‑Luik | Waalse Pijl |  | WK op de weg |
| ---- | ---------------- | --------------- | ----------- |  | ------------ |
| 2013 | 96e              |                 | 43e         |  | opgave       |
| 2014 | opgave           | opgave          | opgave      |  |              |

## Ploegen
- 2013 –  Sky ProCycling
- 2014 –  Team Sky
- 2015 –  An Post-Chain Reaction
- 2016 –  NFTO